# 모니카와의 여름
모니카와의 여름(Sommaren med Monika)은 1953년 공개된 스웨덴의 영화이다.

## 줄거리
스톡홀름에서 노동자 계급의 젊은 남성 해리는 직장 근처 카페에서 모험심 강한 젊은 여성 모니카를 만난다. 모니카는 해리에게 퇴근 후 함께 영화를 보자고 제안하고, 둘은 저녁 시간을 함께 보내며 서로에게 매료된다. 모니카는 술주정뱅이 아버지의 폭력적인 행동에 지쳐 집을 뛰쳐나오고, 해리의 아버지 배에서 밤을 함께 보내게 된다. 다음 날 아침, 해리는 직장 상사와 다툼 끝에 직장을 그만둔다.
둘은 도시를 떠나 스톡홀름 군도로 향하고, 그곳에서 낭만적인 여름을 보낸다. 여름이 끝나고 집으로 돌아온 후, 모니카가 임신한 사실이 밝혀진다. 해리는 기꺼이 책임을 지고 모니카와 함께 가정을 꾸린다. 그는 직장을 구해 밤에는 야간 학교에 다니며 가족을 부양하려 애쓴다. 그러나 모니카는 가정주부의 삶에 만족하지 못하고, 일탈과 모험을 갈망한다. 결국 모니카는 다른 남자를 만나게 되고, 해리가 출장에서 일찍 돌아온 날, 모니카가 다른 남자와 함께 있는 장면을 목격한다. 분노한 해리는 모니카를 때리고 집을 나온다. 결국 둘은 이혼하고, 모니카는 딸 양육의 책임을 회피한 채 떠나고, 해리는 혼자 딸 주니를 키우게 된다. 마지막 장면에서 해리는 거울을 보며 모니카와 함께 보냈던 행복한 시간을 회상한다.

## 출연

### 주연
- 해리엣 안데르손
- 라르스 엑보르그

### 조연
- 고데 그레프보
- 다그마르 에베센
- 아케 프리델
- 나에미 브리에세